# Aganocrossus clementianus
Aganocrossus clementianus är en skalbaggsart som beskrevs av S. Endrödi 1964. Aganocrossus clementianus ingår i släktet Aganocrossus och familjen Aphodiidae. Inga underarter finns listade i Catalogue of Life.